# Campeonato Paulista de Futebol de 2011 - Série A3
O Campeonato Paulista de Futebol de 2011 - Série A3 foi a 58.ª edição da terceira divisão do futebol paulista.

## Regulamento

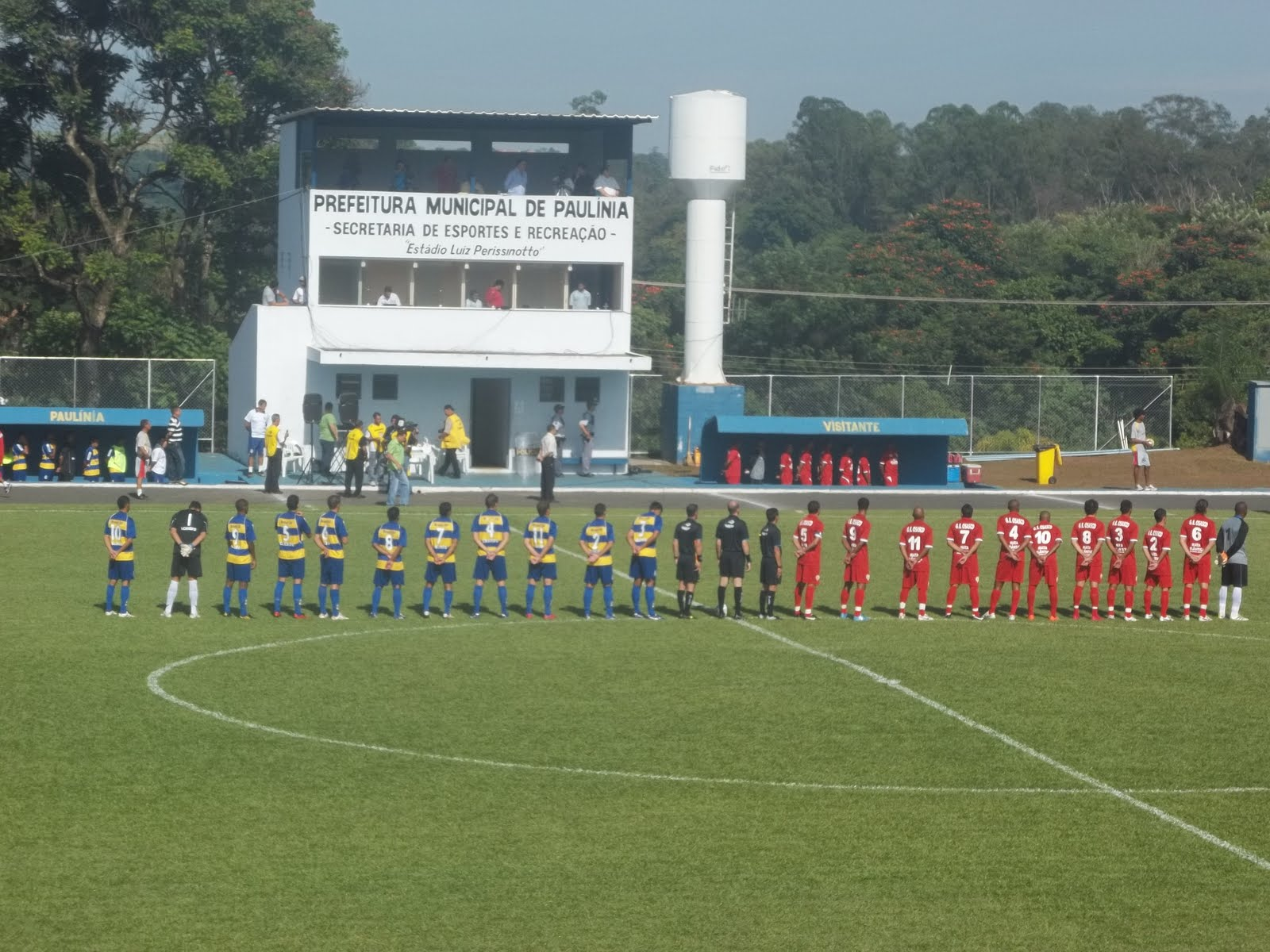
Elencos do Paulínia (aurianil) e do Grêmio Osasco (vermelho) antes do confronto válido pelo primeiro turno da primeira fase.

### Primeira fase
A Série A3 foi disputada por 20 clubes divididos em duas chaves regionalizadas. Os quatro melhores de cada grupo avançaram à segunda fase, enquanto os dois últimos foram rebaixados para a Segunda Divisão de 2012.

### Fase semifinal
Os oito classificados foram divididos em dois grupos de quatro jogando entre si em turno e returno. Os dois primeiros de cada grupo foram classificados para a Série A2 de 2012, já o primeiro colocado de cada grupo se classificaram para a fase final da competição.

### Fase final
Na fase final da competição, os primeiros colocados de cada grupo da semifinal jogaram entre si em turno e returno, sagrando-se campeão o que somou o maior número de pontos, considerados exclusivamente os resultados obtidos nesta fase.

### Critérios de desempate
Caso haja empate de pontos entre dois clubes, os critérios de desempates serão aplicados na seguinte ordem:
1. Número de vitórias;
2. Saldo de gols;
3. Gols marcados;
4. Menor número de cartões vermelhos recebidos;
5. Menor número de cartões amarelos recebidos;
6. Sorteio público na sede da FPF.

## Participantes
| Equipe             | Cidade                  | Em 2010        | Estádio                    | Capacidade |
| ------------------ | ----------------------- | -------------- | -------------------------- | ---------- |
| Batatais           | Batatais                | 16º (Série A3) | Oswaldo Scatena            | 8.540      |
| Flamengo           | Guarulhos               | 19º (Série A2) | Antônio Soares de Oliveira | 15.000     |
| Francana           | Franca                  | 10º (Série A3) | Lanchão                    | 15.100     |
| Grêmio Osasco      | Osasco                  | 20º (Série A2) | José Liberatti             | 15.000     |
| Itapirense         | Itapira                 | 15º (Série A3) | Coronel Francisco Vieira   | 5.000      |
| Inter de Limeira   | Limeira                 | 4º (Série B)   | Limeirão                   | 18.000     |
| Inter de Bebedouro | Bebedouro               | 6º (Série B)   | Socrátes Stamato           | 15.500     |
| Juventus           | São Paulo               | 8º (Série A3)  | Rua Javari                 | 4.000      |
| Lemense            | Leme                    | 12º (Série A3) | Brunão                     | 7.018      |
| Osvaldo Cruz       | Osvaldo Cruz            | 17º (Série A2) | Breno Ribeiro do Val       | 13.478     |
| Penapolense        | Penápolis               | 5º (Série A3)  | Tenente Carriço            | 5.717      |
| Paulínia           | Paulínia                | 3º (Série B)   | Luís Perissinoto           | 10.070     |
| Santacruzense      | Santa Cruz do Rio Pardo | 5º (Série B)   | Leônidas Camarinha         | 10.058     |
| São Carlos         | São Carlos              | 13º (Série A3) | Luís Augusto de Oliveira   | 10.000     |
| Sport Barueri      | Barueri                 | 14º (Série A3) | Arena Barueri              | 35.000     |
| Taubaté            | Taubaté                 | 11º (Série A3) | Joaquim de Morais Filho    | 14.531     |
| Taquaritinga       | Taquaritinga            | 18º (Série A2) | Taquarão                   | 18.805     |
| Taboão da Serra    | Taboão da Serra         | 1º (Série B)   | José Ferez                 | 7.000      |
| Velo Clube         | Rio Claro               | 2º (Série B)   | Benitão                    | 8.184      |
| XV de Jaú          | Jaú                     | 6º (Série A3)  | Zezinho Magalhães          | 12.000     |

1. ↑  O Clube Atlético Araçatuba da cidade de Araçatuba, deveria permanecer na Série A3 do campeonato paulista, porém o clube desistiu de continuar suas atividades e por isso a Associação Atlética Internacional de Bebedouro, 6º lugar da Série B do campeonato paulista, conseguiu a vaga para o acesso a série A3.
2. ↑  O Clube Votoraty da cidade de Votorantim, deveria permanecer na Série A2 do campeonato paulista, porém o clube desistiu de continuar suas atividades e por isso o Comercial, 5° lugar na A3 de 2010, ocupou a sua vaga. Com isso, a Associação Esportiva Santacruzense, 5º lugar da Série B do campeonato paulista, conseguiu a vaga para o acesso a série A3.